# Waltz Across America
Waltz Across America è un CD dal vivo dei Cowboy Junkies, pubblicato dall'etichetta canadese (fondata dalla band stessa) Latent Records nell'ottobre del 2000.
Dodici brani (da una sessantina suonate) estratti dalle tournée effettuate dal gruppo, sia in Canada che negli Stati Uniti.

## Tracce
1. Good Friday – 5:23 (Michael Timmins)
2. Southern Rain – 6:02 (Michael Timmins)
3. Bea's Song (River Song Trilogy: Part II) – 4:41 (Michael Timmins)
4. Townes' Blues – 5:04 (Michael Timmins)
5. Five Room Love Story – 5:01 (Michael Timmins)
6. I Saw You Shoes – 5:09 (Michael Timmins)
7. Misguided Angel – 4:53 (Margo Timmins, Michael Timmins)
8. Sweet Jane – 6:12 (Lou Reed)
9. Hunted – 5:59 (Michael Timmins)
10. Blue Guitar – 11:09 (Michael Timmins, Townes Van Zandt)
11. Hollow as a Bone (Revisited) – 3:43 (Michael Timmins)
12. Dark Hole Again – 6:41 (Michael Timmins)

Durata totale: 69:57

## Musicisti
- Margo Timmins - voce
- Michael Timmins - chitarra
- Alan Anton - chitarra basso
- Peter Timmins - batteria

Musicisti aggiunti:
- Jeff Bird - mandolino
- Karin Bergquist - accompagnamento vocale, cori
- Linford Detweiler - tastiere